# متلازمة الصرع الشمالي
متلازمة الصرع الشمالي (إن إي)، أو الصرع المترقي المترافق مع التخلف العقلي (إي بّي إم آر)، هي نوع فرعي من الداء الليبوفوسيني السيرويدي ومرض نادر من أمراض الموروث الفنلندي. بعكس غالبية أمراض الموروث الفنلندي، انحصرت الحالات المبلغ عنها لهذا المرض في فنلندا. يتميز هذا المرض بتطور النوبات في مرحلة الطفولة المبكرة التي تستمر في الترقي والتفاقم وصولًا إلى مرحلة ما بعد البلوغ. بمجرد بدء تطور هذه النوبات، يبدأ التخلف العقلي بدوره في الظهور. يستمر المرض لدى الأفراد البالغين، حتى بعد تضاؤل وتيرة النوبات. ينجم هذا المرض عن طفرة مغلطة في الصبغي 8. يتكون نتيجة هذه الطفرة بروتين جديد، يؤدي بدوره إلى تغير محتوى الدهون في الدماغ. تبلغ نسبة الأفراد الحاملة للطفرة 1:135. لم يُعثر على أي شيء من شأنه إيقاف ترقي المرض، لكن يمكن استخدام نهج علاج الأعراض، مثل استخدام البنزوديازيبينات، في السيطرة على النوبات.

## الخصائص

### مرحلة الطفولة المبكرة
تتسبب متلازمة الصرع الشمالي في حدوث نوبات متكررة بين سن الخامسة والعاشرة من العمر. يمكن تصنيف هذه النوبات، التي قد تصل مدتها إلى 15 دقيقة، باعتبارها نوبات توترية رمعية في الغالب، لكن يمكن أيضًا تطورها كنوبات جزئية. تشمل هذه النوبات بشكل شائع تصلب العضلات، والاختلاجات وفقدان الوعي. بشكل عام، يتكرر حدوث النوبات من مرة إلى مرتين في الشهر. في السنوات اللاحقة لبدء تطور النوبات، يمكن رصد تدهور ملحوظ في القدرات الفكرية.

### مرحلة المراهقة
خلال مرحلة البلوغ، تزداد وتيرة النوبات لتحدث مرة أو مرتين كل أسبوع. تتعرض الوظيفة العقلية لتدهور سريع، إذ يمكن رصد ذلك من خلال نقص التنسيق، والفشل في إكمال التعليم وفي النشاطات الحركية الدقيقة. في حالات نادرة، يعاني بعض المصابين من فقدان البصر.

### سن الرشد
تشهد وتيرة النوبات انخفاضًا معتبرًا لتحدث أربع إلى ست مرات فقط في السنة. بحلول هذه الفترة، يفتقر المصاب إلى القدرة العقلية والجسدية على العيش بشكل مستقل دون مساعدة بسبب التدهور العقلي الكامل. يكون العمر المتوقع 50 سنة على الأقل، ما يُعتبر أقل من متوسط العمر المتوقع في جميع أنحاء العالم الذي يبلغ 70 عام.

### الأسباب الوراثية
تحدث متلازمة الصرع الشمالي نتيجة طفرة متنحية جسمية موروثة في منطقة القسيم الطرفي من الذراع القصير للصبغي 8. يوجد ما لا يقل عن عشر طفرات داخل الصبغي التي من شأنها إحداث المرض، إذ تحدث الطفرة المغلطة الأكثر شيوعًا في الكودون 24، حيث يحل الجلايسين محل الأرجنين. قد تقترن هذه الطفرة الأولية أيضًا مع طفرة مغلطة على الكودون 237، حيث يحل الأرجنين محل الجلايسين. عند تفاعل الطفرتين، يمكن ملاحظة تطور حالة من الترقي المطول لهذا المرض. تؤدي الطفرة الأولية (أرج24جلاي) إلى تكوين البروتين «سي إل إن 8». يحمل شخص واحد من كل 135 شخص فنلندي الأصل هذه الطفرة وفقًا للتقارير. يتمثل الاختلاف بين «1 – سي إل إن 8» و«2 – سي إل إن 8» في عدد الطفرات وموقعها في الصبغي.